# Motobdella montezuma
Motobdella montezuma är en ringmaskart som först beskrevs av Davies, Singhal och Blinn 1985.  Motobdella montezuma ingår i släktet Motobdella och familjen hundiglar. Inga underarter finns listade i Catalogue of Life.

## Bildgalleri

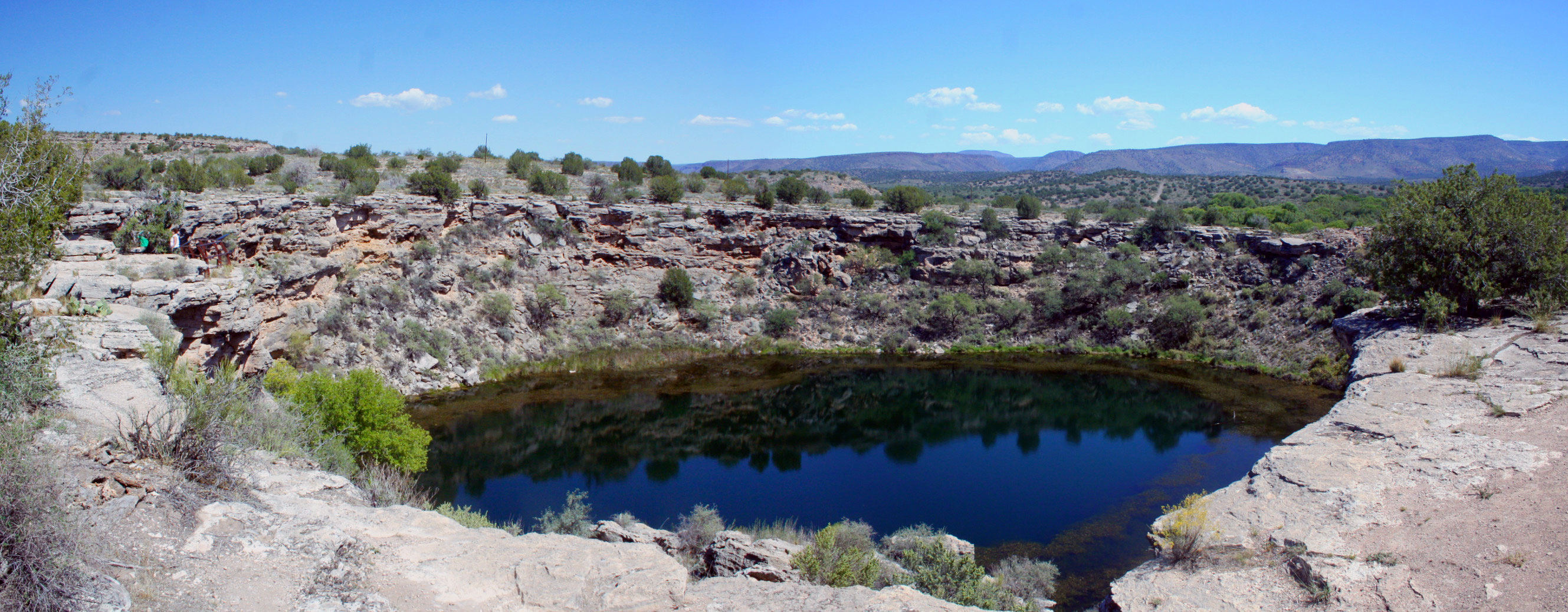